# Reginald Gruehn
Werner Reginald Albert Gruehn (* 6. Oktober 1929 in  Dorpat, Estland; † 17. Juli 2002 in Gießen) war ein deutscher Chemiker.

## Leben
Reginald Gruehn, Sohn von Werner Gruehn und Amata Gruehn, geb. Baronesse v. Schilling, verbrachte seine frühe Kindheit in Dorpat, bevor er 1936 mit seinen Eltern nach Berlin-Zehlendorf zog. Nach Kriegsende und Scheidung seiner Eltern kam Gruehn mit seiner Mutter nach Westfalen.
Nach dem Abitur am Städtischen Gymnasium in Hamm studierte er von 1951 bis 1958 bei Wilhelm Klemm, Fritz Micheel und Harald Schäfer an der Universität Münster das Fach Chemie. Nach Abschluss des Studiums als Diplom-Chemiker war er dort von 1958 bis 1959 wissenschaftliche Hilfskraft sowie von 1959 bis 1962 Verwalter einer wissenschaftlichen Assistentenstelle. Er reichte seine Dissertation über das Thema „Analytische und präparative Untersuchung im sogenannten Homogenitätsgebiet des Niobpentoxyds“ ein und wurde 1962 an der Universität Münster als Schüler des Anorganikers Harald Schäfer zum Doktor der Naturwissenschaften promoviert.
Von 1962 bis 1966 war Gruehn Wissenschaftlicher Assistent, seit 1966 Wissenschaftlicher Oberassistent am Anorganisch-Chemischen Institut der Universität Münster. In dieser Zeit arbeitete er an einer „Mikromethode zur analytischen Bestimmung niederer Oxidationsstufen“, die er 1966 publizierte und die 1969 Grundlage war für seine Habilitation sowie die Erteilung der Venia legendi für Anorganische und Analytische Chemie an der Mathematisch-Naturwissenschaftlichen Fakultät der Westfälischen Wilhelms-Universität. Ab 1970 war er Dozent an der Westfälischen Wilhelms-Universität und übernahm von 1970 bis 1971 eine kommissarische Lehrstuhlvertretung an der Justus-Liebig-Universität Gießen. 1971 wurde Gruehn zum Wissenschaftlichen Rat und Professor an der Westfälischen Wilhelms-Universität ernannt, folgte aber nur wenige Wochen später dem Ruf auf die ordentliche Universitätsprofessur für Anorganische und Analytische Chemie in Gießen.
Neben der wissenschaftlichen Arbeit war Gruehn, der im Kollegenkreis gerne „Sir Reginald“ genannt wurde, fest in die akademische Selbstverwaltung eingebunden. Er war Leiter des zentralen Ausschusses für Graduiertenförderung sowie 1974, 1983 bis 1984 und 1990 bis 1992 Dekan des Fachbereiches Chemie und damit zugleich Mitglied des Senats der Universität Gießen. Gruehn nahm ferner als Mitglied des 3. bis 10. Konvents der Universität Gießen von 1975 bis 1990 an 67 Konventssitzungen teil und konnte so – in einer für das Fach Chemie nicht unproblematischen Zeit – maßgeblichen Einfluss auf die hochschulpolitische Entwicklung ausüben. 1991 wurde er Geschäftsführender Direktor des Institutes für Anorganische und Analytische Chemie. Darüber hinaus war er aktives Mitglied der Gesellschaft für Naturforscher und Ärzte sowie der Oberhessischen Gesellschaft für Natur- und Heilkunde, deren Vorsitzender er mehrere Jahre war, und leitete die Fachgruppe Festkörperchemie der Gesellschaft Deutscher Chemiker. Gruehn  wurde 1998 emeritiert und starb 2002 nach kurzer, schwerer Krankheit. Gruehn war verheiratet hatte zwei Kinder; der Landschaftsökologe und Landschaftsplaner Dietwald Gruehn ist sein Sohn.

## Bedeutung
1967 entdeckte Gruehn zwei neue Nioboxidfluoride. Es gelang ihm, sich als Pionier im Bereich der Strukturaufklärung anorganischer Feststoffe mittels hochauflösender Elektronenmikroskopie zu profilieren. Stellvertretend für eine Vielzahl an Publikationen seien hier die Arbeiten „Die hochauflösende Transmissionenelektronenmikroskopie – eine noch junge Untersuchungsmethode der Festkörperchemie“ (1980), „Auf dem Weg zur Abbildung von Atomen – Hochauflösende Durchstrahlungselektronenmikroskopie fester Stoffe“ (1982), „Can Electron Microscopy be a Help in Preparative Solid State Chemistry?“ (1982), „Erfahrungen mit der hochauflösenden Durchstrahlungselektronenmikroskopie“ (1985) und „Redox Reactions on Oxides having "Block" Structures: High Resolution Transmission Electron Microscopy“ (1988) genannt. Zu dem in mehreren Auflagen erschienenen Lehrbuch „Untersuchungsmethoden in der Chemie“ von Naumann und Heller steuerte Gruehn einen Beitrag über „Hochauflösende Durchstrahlungselektronenmikroskopie als Hilfsmittel der Festkörperchemie“ bei (1986, 1990, 1995). Weitere Schwerpunkte seiner Forschungstätigkeit waren präparative Festkörperchemie, Thermochemie und methodische Entwicklungen zum chemischen Transport sowie zu Hochtemperatursupraleitern. Zu seinem Lebenswerk zählen – neben der Betreuung von 64 Dissertationen – ca. 240 Publikationen.